# 畑江通
畑江通（はたえとおり）は、愛知県名古屋市中村区の地名。現行行政地名は畑江通1丁目から畑江通9丁目。住居表示未実施。

## 地理
名古屋市中村区南部に位置する。東は黄金通、西は岩塚本通に接する。

## 歴史

### 地名の由来
高須賀町字南畑江に由来する。

### 沿革
- 1941年（昭和16年）1月1日 - 中川区北一色町・長良町・高須賀町の各一部により、同区畑江通として成立[1]。
- 1944年（昭和19年）2月11日 - 中村区編入に伴い、同区畑江通となる[1]。
- 1959年（昭和34年）5月1日 - 以下の通り、中村区高須賀町・岩塚町・烏森町の各一部を編入する[1]。
  - 畑江通7丁目に、高須賀町字北西出および烏森町字須崎の各一部を編入する[9]。
  - 畑江通8丁目に、烏森町字須崎・字東沖田の各一部を編入する[9]。
  - 畑江通9丁目に、烏森町字東沖田・字西沖田・字天地および岩塚町字向田の各一部を編入する[9]。

## 世帯数と人口
2019年（平成31年）2月1日現在の世帯数と人口は以下の通りである。
| 町丁   | 世帯数  | 人口    |
| ------ | ------- | ------- |
| 畑江通 | 811世帯 | 1,269人 |

### 人口の変遷
国勢調査による人口の推移
| 1950年（昭和25年） | 109人   | [ 10 ] |  |
| 1955年（昭和30年） | 173人   | [ 10 ] |  |
| 1960年（昭和35年） | 319人   | [ 11 ] |  |
| 1965年（昭和40年） | 437人   | [ 11 ] |  |
| 1970年（昭和45年） | 451人   | [ 12 ] |  |
| 1975年（昭和50年） | 456人   | [ 12 ] |  |
| 1980年（昭和55年） | 325人   | [ 13 ] |  |
| 1985年（昭和60年） | 427人   | [ 13 ] |  |
| 1990年（平成2年）  | 571人   | [ 14 ] |  |
| 1995年（平成7年）  | 579人   | [ 15 ] |  |
| 2000年（平成12年） | 1,028人 | [ 16 ] |  |
| 2005年（平成17年） | 1,191人 | [ 17 ] |  |
| 2010年（平成22年） | 1,342人 | [ 18 ] |  |
| 2015年（平成27年） | 1,231人 | [ 19 ] |  |

## 学区
市立小・中学校に通う場合、学校等は以下の通りとなる。また、公立高等学校に通う場合の学区は以下の通りとなる。なお、小・中学校は学校選択制度を導入しておらず、番毎で各学校に指定されている。
| 丁目        | 小学校                                  | 中学校                                    | 高等学校 |
| ----------- | --------------------------------------- | ----------------------------------------- | -------- |
| 畑江通1丁目 | 名古屋市立柳小学校                      | 名古屋市立御田中学校                      | 尾張学区 |
| 畑江通2丁目 | 名古屋市立柳小学校                      | 名古屋市立御田中学校                      | 尾張学区 |
| 畑江通3丁目 | 名古屋市立柳小学校                      | 名古屋市立御田中学校                      | 尾張学区 |
| 畑江通4丁目 | 名古屋市立柳小学校                      | 名古屋市立御田中学校                      | 尾張学区 |
| 畑江通5丁目 | 名古屋市立柳小学校                      | 名古屋市立御田中学校                      | 尾張学区 |
| 畑江通6丁目 | 名古屋市立柳小学校                      | 名古屋市立御田中学校                      | 尾張学区 |
| 畑江通7丁目 | 名古屋市立柳小学校                      | 名古屋市立御田中学校                      | 尾張学区 |
| 畑江通8丁目 | 名古屋市立柳小学校 名古屋市立千成小学校 | 名古屋市立御田中学校 名古屋市立豊国中学校 | 尾張学区 |
| 畑江通9丁目 | 名古屋市立柳小学校 名古屋市立千成小学校 | 名古屋市立御田中学校 名古屋市立豊国中学校 | 尾張学区 |

## 交通
- 愛知県道115号津島七宝名古屋線（畑江通）[7]
- 愛知県道190号名古屋一宮線
- 名古屋高速5号万場線 烏森出入口[8]
- 名古屋市営地下鉄東山線 岩塚駅[7]

## 施設
- 愛知県警察中村警察署柳交番[7]
- あいち銀行岩塚支店
- 愛知県立松蔭高等学校

## その他

### 日本郵便
- 郵便番号 : 453-0851[4]（集配局：中村郵便局[22]）。